# Hibiscus uncinellus
Hibiscus uncinellus là một loài thực vật có hoa trong họ Cẩm quỳ. Loài này được Moç. & Sessé ex DC. mô tả khoa học đầu tiên năm 1824.